# Batman vs. Robin
Batman vs. Robin (mesmo título no Brasil e em Portugal) é uma produção animada do gênero ação / animação dirigido por Jay Oliva e roteirizado por J. M. DeMatteis, lançado em 3 de abril de 2015 nos EUA. É estrelado por Jason O'Mara, Stuart Allan, Sean Maher, David McCallum e Kevin Conroy.

## Sinopse
Nesta nova adaptação de Jay Oliva, Robin / Damian Wayne é recrutado pelo grupo contra o crime organizado ou a sociedade secreta chamada de A Corte das Corujas. E acaba por se tornar a maior ameaça de seu pai Batman. Longa animado baseado na série de quadrinhos:  Batman: A Corte das Corujas, onde Batman e Robin duelam numa batalha emocionante da decisão do Bem justo e o Mal impiedoso.

## Dubladores

### Versão brasileira
- Estúdio: Cinevídeo

- Mídia: DVD

- Direção: Miriam Ficher

| Personagem                 | Estados Unidos - Dublagem | Brasil - Dublagem     |
| -------------------------- | ------------------------- | --------------------- |
| Bruce Wayne / Batman       | Jason O'Mara              | Duda Ribeiro          |
| Damian Wayne / Robin       | Stuart Allan              | Eduardo Drummond      |
| Garra / Calvin Rose        | Jeremy Sisto              | Fernando Lopes        |
| Grão-Mestre                | Troy Baker                | Luiz Alexandre Lacarv |
| Dick Grayson / Asa Noturna | Sean Maher                | Manolo Rey            |
| Alfred Pennyworth          | David McCallum            | Júlio Chaves          |
| Samantha                   | Grey Griffin              | Bia Barros            |
| Draco                      | Peter Onorati             | Carlos Seidl          |
| Thomas Wayne               | Kevin Conroy              | Hélio Ribeiro         |
| Mestre das Bonecas         | Weird al yankovic         | Sérgio Cantú          |